# Christopher Ross (Bildhauer)
Christopher Ross (* 1931 in New York; † 17. September 2023) war ein US-amerikanischer Designer. Bekannt wurden Ross’ Tierskulpturen, die vor allem als Accessoires im Sektor der Luxusmode Verwendung finden.

## Leben
Christopher Ross wurde 1931 als Sohn von Captain Gustave Ross und Enkel von Justice William P. Burr, Richter am Supreme Court, auf der Upper East Side in New York geboren und wuchs dort auf. Seine Schulzeit verbrachte er an der Fairfield Country Day School in Fairfield und Westport, Connecticut. Danach besuchte er mehrere Jahre die Marie-José Schule in Gstaad, Schweiz. Die Schulausbildung schloss Ross an der Millbrook School mit Edward Pulling als Mentor ab und absolvierte anschließend das College (Collegiate School) in New York City.
Ross studierte Geschichte und Philosophie an der Columbia University in New York und ging in die Finanzwirtschaft. In den Jahren 1955 bis 1976 war Ross Partner des Immobilien-Finanzierers Brooks, Harvey & Co, der 1969 von Morgan Stanley gekauft wurde. Anschließend gründete er mit Harry Helmsley eine Gesellschaft. Als Investmentbanker ging er für zwei Jahre nach Südamerika und vertrat die Interessen der Southern Railroad, Venezuela. Mitte der 1970er Jahre kehrte Ross in die Vereinigten Staaten zurück und widmete sich der Bildhauerei und dem Sammeln von ausgesuchten europäischen Sammlerstücken aus der Zeit von 1815 bis 1914.
Zugang zur Mode-Industrie bekam er über seine Schwester Sheilah Ross, die in den 1970er Jahren als Photo- und Cover-Model für Vogue und Harper’s Bazaar in New York tätig war und sich in der High Society New Yorks bewegte. Über die Jahre seines künstlerischen Schaffens hat Ross Auszeichnungen wie den A'Design Award erhalten. 2016 wurde er von der Royal Society of Arts London zum „Honorable Life Fellow“ (FRSA) gewählt. Noch im gleichen Jahr wurde Ross für den German Design Award in Frankfurt nominiert.

## Werk
Christopher Ross schuf Tierskulpturen aus Gold, aus vergoldetem Silber und Glassteinen, die als Schmuckstücke, oft als exklusive Gürtelschnallen in der Modefotografie oder im Film, Verwendung finden. Seine Arbeiten wurden in Modezeitschriften wie Vogue, L’Officiel, Madame, Elle France, Harper’s Bazaar und auf den Titelbildern von Marie Claire und Malaysia Tatler gezeigt. Einige seiner Schmuckstücke wurden in Mode-Shows, zuletzt bei Fendi’s Limited Edition Experiences, in der Art Basel in Miami Beach 2009, Vendôme Luxury Paris 2010 sowie in der Royal Scottish Academy in Edinburgh 2016 ausgestellt. Seine Arbeit wurde von der amerikanischen Modedesignerin Rachel Roy in ihrer Herbst/Winter Digital Runway Show 2013/2014 in New York City gezeigt.
Objekte von Christopher Ross befinden sich u. a. in der Eremitage St. Petersburg, dem Musée Palais Galliera in Paris, im The Metropolitan Museum of Art in New York, den National Museums of Scotland, der Sammlung der Yale University, dem Newark Museum in Newark, USA, dem Kent State University Museum und im Boston Museum of Fine Arts. Weitere Objekte befinden sich unter anderen in der Chisholm Gallery in Wellington, Florida, USA.

## Presse – Kataloge – Verzeichnisse
- Kyra Brenzinger: Christopher Ross, Un Artiste à Votre Taille. In: Gemme Paris, France, 6/2010
- Royal Scottish Academy of Art & Architecture, Annual Exhibition, Christopher Ross Exhibition EDINBURGH/SCOTLAND